# Alberto Rodríguez Larreta

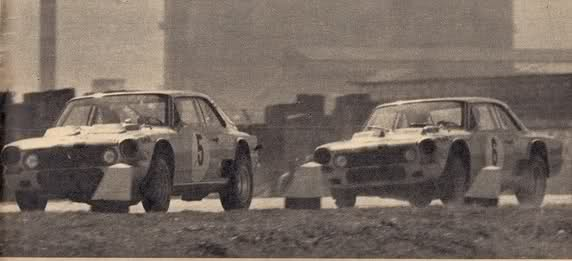
Larry, por delante de Eduardo Rodríguez Canedo, en la VI Vuelta de San Nicolás. Carrera donde obtuvo su única victoria en TC.

Alberto Jorge Rodríguez Larreta (Buenos Aires, 14 de enero de 1934 - Ibídem, 11 de marzo de 1977) fue un piloto de automovilismo argentino. Disputó una carrera en Fórmula 1, el Gran Premio de Argentina de 1960, terminando 9.º. También fue conocido bajo el seudónimo "Larry".

## Carrera

### Categorías nacionales
Comenzó su carrera deportiva a los 19 años, disputando una carrera con un Cisitalia 1100 y terminando 3.º. Su primera victoria fue poco tiempo después con el mismo coche.
Ganó el Gran Premio de Turismo Standard de 1957, 1966 y 1969, las 500 Millas Standard 1960, la Mar y Sierras 1962, el Turismo Mejorado Anexo J (clase E) de 1967, las 25 Horas del Autódromo de 1969 y el Campeonato Nacional de Turismo (clase C hasta 2 litros) del mismo año .
En el Turismo Carretera logró una sola victoria, en la VI Vuelta de San Nicolás, el 10 de septiembre del año 1967, conduciendo un Torino.

### Fórmula 1
En 1960 fue designado por la Automóvil Club Argentino para manejar un Lotus-Climax en el GP de Fórmula 1 local. Sin mucho entrenamiento, Alberto pudo finalizar 9.º la carrera, entre el estadounidense Phil Hill y su compatriota José Froilán González.

### Hazaña de Nürburgring
En agosto del año 1969, Larry fue piloto del Torino N.º 3 en la denominada "Hazaña de Nürburgring", junto con Eduardo Copello y Oscar Mauricio Franco. El 380W pilotado por dichos pilotos fue el que más vueltas dio al trazado (334), pero fueron penalizados por una infracción al reglamento, lo que redujo las vueltas a 315, siendo relegados al cuarto puesto.
Más allá del resultado, los pilotos y sus autos (dirigidos por Juan Manuel Fangio y Oreste Berta) tuvieron una performance notable, siendo esta competencia una de las más recordadas en el automovilismo argentino, por haber llevado a un auto argentino a competir de igual a igual entre los mejores del mundo.

## Muerte
Falleció el 11 de marzo del año 1977 a los 43 años, en Buenos Aires, debido a un paro cardíaco.

## Resultados

### Fórmula 1
(Clave) (negrita indica pole position) (cursiva indica vuelta rápida)

| Año         | Escudería  | 1     | 2   | 3   | 4   | 5   | 6   | 7   | 8   | 9   | 10  | Pos. | Puntos |
| ----------- | ---------- | ----- | --- | --- | --- | --- | --- | --- | --- | --- | --- | ---- | ------ |
| 1960        | Team Lotus | ARG 9 | MON | 500 | NED | BEL | FRA | GBR | POR | ITA | USA | NC   | 0      |
| Referencia: |            |       |     |     |     |     |     |     |     |     |     |      |        |

## Palmarés

### Victorias en Turismo Carretera
| Circuito              | Automóvil  | Fecha                    |
| --------------------- | ---------- | ------------------------ |
| Vuelta de San Nicolás | IKA Torino | 10 de septiembre de 1967 |
| Fuente:               |            |                          |